# Agaricus bresadolanus
Agaricus bresadolanus är en svampart som beskrevs av Bohus 1969. Agaricus bresadolanus ingår i släktet champinjoner och familjen Agaricaceae.   Inga underarter finns listade i Catalogue of Life.